# 1950年世界乒乓球锦标赛
1950年世界乒乓球锦标赛是第十七届世界乒乓球锦标赛，于1950年1月29日至2月5日在匈牙利布达佩斯举行。这是布达佩斯第三次主办世界乒乓球锦标赛。

## 赛果

### 团体
| 项目                | 金牌 | 银牌                                                                                 | 铜牌                                                                                 |
| 男子团体 斯韦思林杯 | 捷克斯洛伐克 · 伊万·安德烈亚迪斯 · 马克斯·马林科 · 瓦茨拉夫·特雷巴 · 弗兰蒂舍克·托卡尔 · 博胡米尔·瓦尼亚 | 匈牙利 · József Farkas · 科齐安·约瑟夫 · 西多·费伦茨 · 绍什·费伦茨 · 瓦尔科尼·拉斯洛 | 英格兰 · 理查德·伯格曼 · Bernard Crouch · 约翰尼·利奇 · Aubrey Simons · Harry Venner |
| 男子团体 斯韦思林杯 | 捷克斯洛伐克 · 伊万·安德烈亚迪斯 · 马克斯·马林科 · 瓦茨拉夫·特雷巴 · 弗兰蒂舍克·托卡尔 · 博胡米尔·瓦尼亚 | 匈牙利 · József Farkas · 科齐安·约瑟夫 · 西多·费伦茨 · 绍什·费伦茨 · 瓦尔科尼·拉斯洛 | 法國 · Alex Agopoff · Michel Haguenauer · Michel Lanskoy · René Roothooft            |
| 女子团体 考比伦杯   | 羅馬尼亞 · 安杰莉卡·罗泽亚努 · 露西·斯拉韦斯库 · 萨里·萨斯                                               | 匈牙利 · 福尔考什·吉泽尔洛 · Rozsi Karpati · Ilona Király · Ilona Solyom             | 英格兰 · Dora Beregi-Devenney · Vera Dace-Thomas · Peggy Franks · Pinkie Barnes      |
| 女子团体 考比伦杯   | 羅馬尼亞 · 安杰莉卡·罗泽亚努 · 露西·斯拉韦斯库 · 萨里·萨斯                                               | 匈牙利 · 福尔考什·吉泽尔洛 · Rozsi Karpati · Ilona Király · Ilona Solyom             | 捷克斯洛伐克 · Eliska Fürstova · Květa Hrušková · 玛丽·克特内罗娃 · Ida Kotátkova    |

### 单项
| 项目     | 金牌                          | 银牌                                | 铜牌                                  |
| 男子单打 | 理查德·伯格曼                 | 绍什·费伦茨                         | 西多·费伦茨                           |
| 男子单打 | 理查德·伯格曼                 | 绍什·费伦茨                         | 伊万·安德烈亚迪斯                     |
| 女子单打 | 安杰莉卡·罗泽亚努             | 福尔考什·吉泽尔洛                   | Rozsi Karpati                         |
| 女子单打 | 安杰莉卡·罗泽亚努             | 福尔考什·吉泽尔洛                   | 萨里·萨斯                             |
| 男子双打 | 西多·费伦茨 绍什·费伦茨       | 伊万·安德烈亚迪斯 弗兰蒂舍克·托卡尔 | 拉吉斯拉夫·什季佩克 博胡米尔·瓦尼亚   |
| 男子双打 | 西多·费伦茨 绍什·费伦茨       | 伊万·安德烈亚迪斯 弗兰蒂舍克·托卡尔 | 瓦茨拉夫·特雷巴 Josef Turnovský       |
| 女子双打 | Dora Beregi Helen Elliot      | 福尔考什·吉泽尔洛 安杰莉卡·罗泽亚努 | Vera Dace Peggy Franks                |
| 女子双打 | Dora Beregi Helen Elliot      | 福尔考什·吉泽尔洛 安杰莉卡·罗泽亚努 | Eliska Fürstova Květa Hrušková        |
| 混合双打 | 西多·费伦茨 福尔考什·吉泽尔洛 | 博胡米尔·瓦尼亚 Květa Hrušková      | 拉吉斯拉夫·什季佩克 安杰莉卡·罗泽亚努 |
| 混合双打 | 西多·费伦茨 福尔考什·吉泽尔洛 | 博胡米尔·瓦尼亚 Květa Hrušková      | 伊万·安德烈亚迪斯 Eliška Fürstová     |